# Frichemesnil
Frichemesnil est une commune française située dans le département de la Seine-Maritime, en région Normandie.

## Géographie

### Localisation
| La Houssaye-Béranger | Étaimpuis           |              |
| Grugny               | Frichemesnil        | Bosc-le-Hard |
| Clères               | Authieux-Ratiéville |              |

### Hydrographie
La commune est située dans le bassin Seine-Normandie. Elle n'est drainée par aucun cours d'eau,.

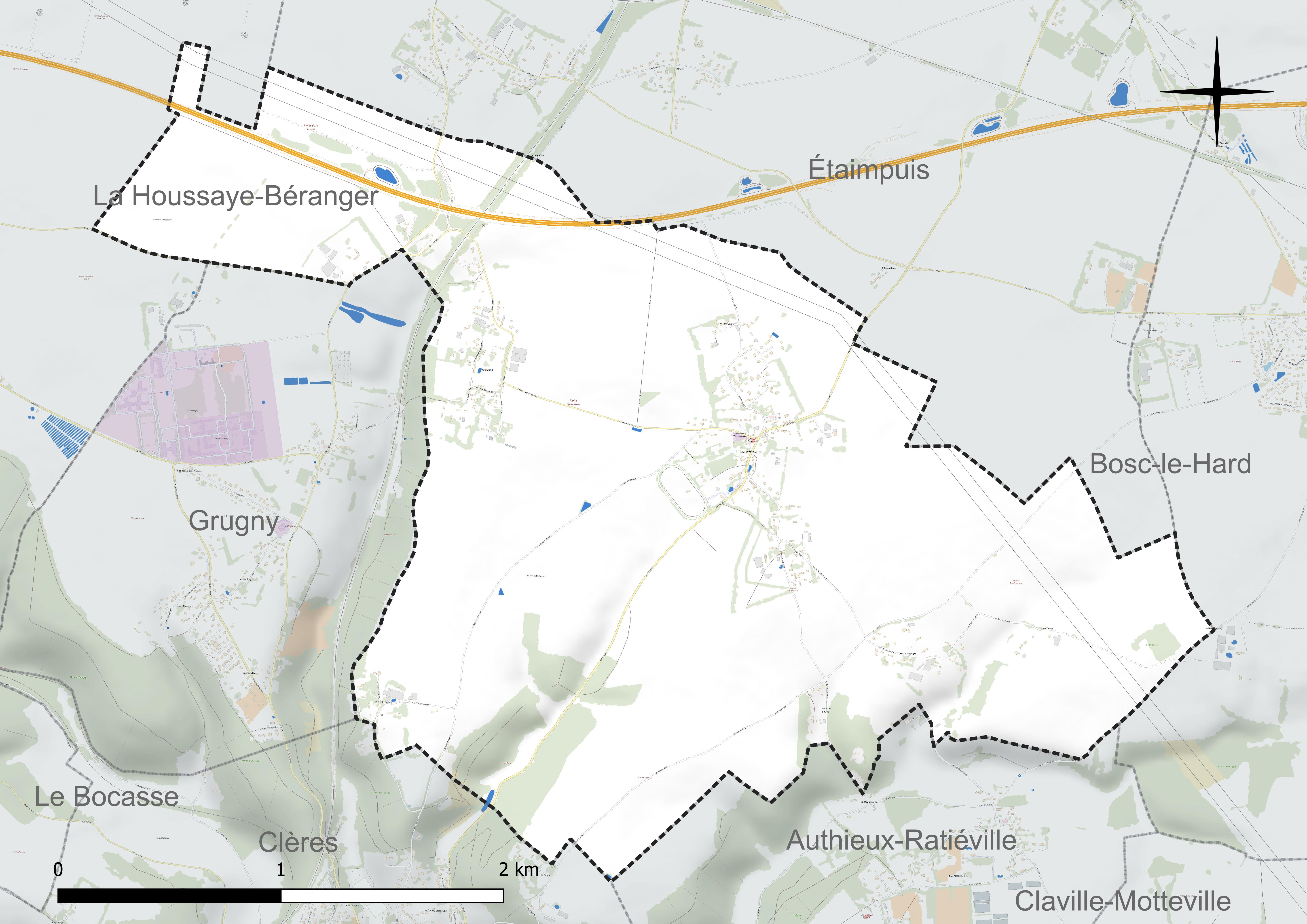
Réseau hydrographique de Frichemesnil.

### Climat
Pour des articles plus généraux, voir Climat de la Normandie et Climat de la Seine-Maritime.
En 2010, le climat de la commune est de type climat océanique dégradé des plaines du Centre et du Nord, selon une étude du CNRS s'appuyant sur une série de données couvrant la période 1971-2000. En 2020, Météo-France publie une typologie des climats de la France métropolitaine dans laquelle la commune est exposée à un climat océanique et est dans la région climatique Côtes de la Manche orientale, caractérisée par un faible ensoleillement (1 550 h/an) ; forte humidité de l’air (plus de 20 h/jour avec humidité relative > 80 % en hiver), vents forts fréquents. Parallèlement le GIEC normand, un groupe régional d’experts sur le climat, différencie quant à lui, dans une étude de 2020, trois grands types de climats pour la région Normandie, nuancés à une échelle plus fine par les facteurs géographiques locaux. La commune est, selon ce zonage, exposée à un « climat maritime », correspondant au Pays de Caux, frais, humide et pluvieux, légèrement plus frais que dans le Cotentin.
Pour la période 1971-2000, la température annuelle moyenne est de 10,1 °C, avec une amplitude thermique annuelle de 14,2 °C. Le cumul annuel moyen de précipitations est de 891 mm, avec 13,4 jours de précipitations en janvier et 8,8 jours en juillet. Pour la période 1991-2020, la température moyenne annuelle observée sur la station météorologique la plus proche, située sur la commune de Rouen à 20 km à vol d'oiseau, est de 12,6 °C et le cumul annuel moyen de précipitations est de 817,9 mm,. Pour l'avenir, les paramètres climatiques de la commune estimés pour 2050 selon différents scénarios d’émission de gaz à effet de serre sont consultables sur un site dédié publié par Météo-France en novembre 2022.

## Urbanisme

### Typologie
Au 1er janvier 2024, Frichemesnil est catégorisée commune rurale à habitat dispersé, selon la nouvelle grille communale de densité à sept niveaux définie par l'Insee en 2022.
Elle est située hors unité urbaine. Par ailleurs, la commune fait partie de l'aire d'attraction de Rouen, dont elle est une commune de la couronne,. Cette aire, qui regroupe 317 communes, est catégorisée dans les aires de 200 000 à moins de 700 000 habitants,.

### Occupation des sols
L'occupation des sols de la commune, telle qu'elle ressort de la base de données européenne d’occupation biophysique des sols Corine Land Cover (CLC), est marquée par l'importance des territoires agricoles (91,4 % en 2018), une proportion identique à celle de 1990 (91,4 %). La répartition détaillée en 2018 est la suivante : 
terres arables (72,6 %), prairies (17,7 %), forêts (4,5 %), zones urbanisées (4,1 %), zones agricoles hétérogènes (1 %). L'évolution de l’occupation des sols de la commune et de ses infrastructures peut être observée sur les différentes représentations cartographiques du territoire : la carte de Cassini (XVIIIe siècle), la carte d'état-major (1820-1866) et les cartes ou photos aériennes de l'IGN pour la période actuelle (1950 à aujourd'hui).

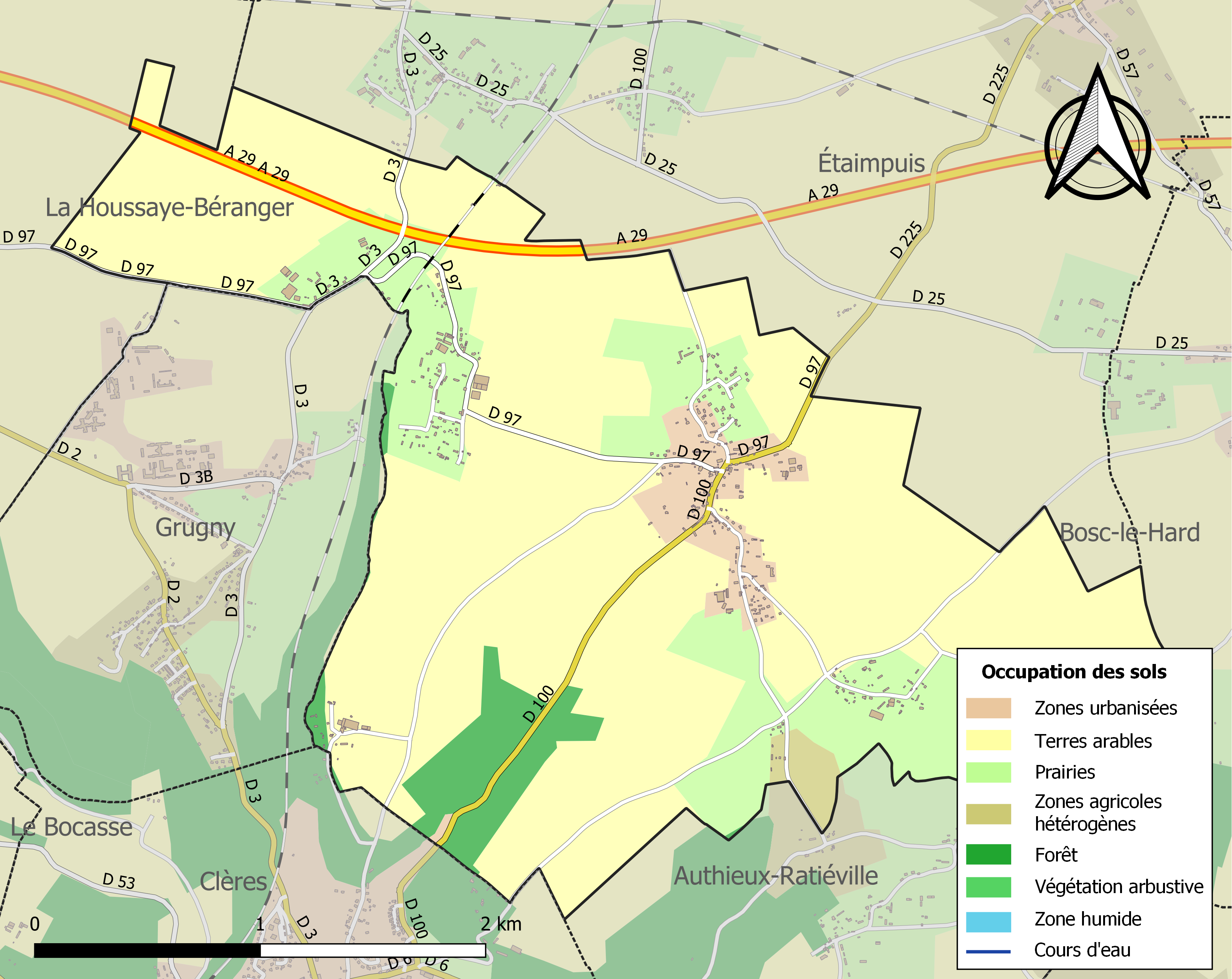
Carte des infrastructures et de l'occupation des sols de la commune en 2018 (CLC).

## Toponymie
Le nom de la localité est attesté sous la forme Fruchemesnil vers 1240 et 1319, Frichemesnil en 1369.
Ce toponyme tire vraisemblablement son origine du nom de la famille Fruchet (ou Fruchon) propriétaire, à cette époque, de ce domaine rural[réf. nécessaire].

Mesnil est un ancien nom commun tombé en désuétude et qui se retrouve aujourd'hui comme partie de nom propre dans de nombreux toponymes et patronymes.

## Histoire
La cité de Frichemesnil fut fondée dans les années 1240.
En 1823, elle fusionne avec l'ancienne paroisse d'Ormesnil-sur-Cailly.

## Politique et administration
| Période                                  | Période                    | Identité         | Étiquette | Qualité                        |
| ---------------------------------------- | -------------------------- | ---------------- | --------- | ------------------------------ |
| Les données manquantes sont à compléter. |                            |                  |           |                                |
| 1835                                     |                            | Lainé            |           |                                |
| avant 1981                               |                            | Joseph Levasseur |           |                                |
| Les données manquantes sont à compléter. |                            |                  |           |                                |
| mars 1989                                | mars 2008                  | Roger Levigneux  | SE        | Agriculteur                    |
| mars 2008                                | En cours (au 10 août 2020) | Philippe Blot    | SE        | Réélu pour le mandat 2020-2026 |

## Population et société

### Démographie
L'évolution du nombre d'habitants est connue à travers les recensements de la population effectués dans la commune depuis 1793. Pour les communes de moins de 10 000 habitants, une enquête de recensement portant sur toute la population est réalisée tous les cinq ans, les populations de référence des années intermédiaires étant quant à elles estimées par interpolation ou extrapolation. Pour la commune, le premier recensement exhaustif entrant dans le cadre du nouveau dispositif a été réalisé en 2004.

En 2022, la commune comptait 392 habitants, en évolution de −6,44 % par rapport à 2016 (Seine-Maritime : +0,35 %, France hors Mayotte : +2,11 %).
| 1793 | 1800 | 1806 | 1821 | 1831 | 1836 | 1841 | 1846 | 1851 |
| ---- | ---- | ---- | ---- | ---- | ---- | ---- | ---- | ---- |
| 271  | 288  | 272  | 269  | 344  | 360  | 321  | 303  | 340  |

| 1856 | 1861 | 1866 | 1872 | 1876 | 1881 | 1886 | 1891 | 1896 |
| ---- | ---- | ---- | ---- | ---- | ---- | ---- | ---- | ---- |
| 290  | 285  | 295  | 284  | 294  | 294  | 312  | 312  | 298  |

| 1901 | 1906 | 1911 | 1921 | 1926 | 1931 | 1936 | 1946 | 1954 |
| ---- | ---- | ---- | ---- | ---- | ---- | ---- | ---- | ---- |
| 313  | 280  | 279  | 281  | 273  | 272  | 267  | 285  | 270  |

| 1962 | 1968 | 1975 | 1982 | 1990 | 1999 | 2004 | 2006 | 2009 |
| ---- | ---- | ---- | ---- | ---- | ---- | ---- | ---- | ---- |
| 256  | 240  | 248  | 316  | 406  | 402  | 396  | 387  | 418  |

| 2014 | 2019 | 2022 | - | - | - | - | - | - |
| ---- | ---- | ---- | - | - | - | - | - | - |
| 420  | 398  | 392  | - | - | - | - | - | - |

### Médias
Ce petit village met à disposition un journal chaque année, qui réunit tous les informations, projets, etc.

## Culture locale et patrimoine

### Lieux et monuments
- L'église Notre-Dame-de-l'Assomption. Placée sous le patronage des seigneurs de Clères, Notre-Dame-de-l'Assomption est élevée aux XVIe et XVIIe siècles, mais son pignon remonte au XIIIe siècle. Elle tire son origine d'une confrérie de Charité, créée en 1461 sous le vocable de Notre-Dame et dont les statuts sont à nouveau approuvés en 1513[21]. L'église a été récemment rénovée.

### Héraldique
| Armes de Frichemesnil | Les armes de la commune de Frichemesnil se blasonnent ainsi : D’or à la fasce d’azur diaprée de sable et du champ, accompagnée en chef d’un léopard de gueules armé et lampassé d‘azur. Le léopard rappelle les armes de la Normandie. Création Denis Joulain. Adopté en novembre 2011. |